# Episodi de L'ispettore Coliandro (quinta stagione)
La quinta stagione della serie televisiva L'ispettore Coliandro è stata trasmessa in prima visione in Italia da Rai 2 dal 15 gennaio al 26 febbraio 2016.
| nº | Titolo                  | Prima TV Italia  |
| -- | ----------------------- | ---------------- |
| 1  | Black Mamba             | 15 gennaio 2016  |
| 2  | Testimone da proteggere | 22 gennaio 2016  |
| 3  | Salsa & merengue        | 29 gennaio 2016  |
| 4  | Doppia identità         | 5 febbraio 2016  |
| 5  | Tassista notturno       | 19 febbraio 2016 |
| 6  | Copkiller               | 26 febbraio 2016 |

## Black Mamba
- Diretto da: Manetti Bros.
- Scritto da: Carlo Lucarelli e Giampiero Rigosi

### Trama

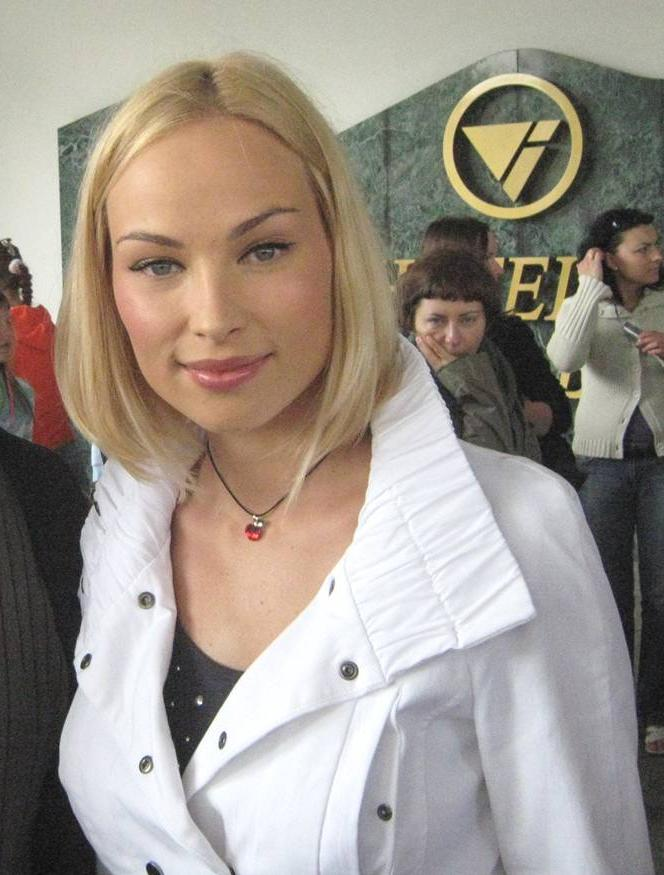
Weronika Książkiewicz (Natasha)

I servizi segreti di mezzo mondo sono a Bologna per dare la caccia a Natasha, meglio conosciuta come "Black Mamba", pericolosa e letale killer di cui in passato si sono tutti serviti, ma che adesso vogliono eliminare perché a conoscenza di troppi segreti scomodi. La ragazza ha la necessità di entrare nell'Ospedale Maggiore e precisamente al reparto di Oncologia. Nell'ospedale, mentre è travestita da infermiera, si imbatte in Coliandro - lì per un prelievo - e si fa scudo con lui per poter allontanarsi indisturbata, chiedendogli di pranzare insieme. Natasha ha infatti notato di esser seguita da agenti dei servizi segreti siriani ed è perciò costretta a scappar via dal ristorante. La Polizia intanto viene investita dai servizi segreti italiani del compito di cercare Natasha insieme ai Carabinieri. Del caso si occupano Gamberini, la Bertaccini (che nel frattempo si è sposata in Spagna con la sua compagna e ora deve celebrare la trascrizione delle nozze in Italia) e un rinforzo arrivato dalla squadra mobile di Rimini: la sovrintendente Buffarini, poliziotta appena ventenne ma molto sveglia e in gamba nel proprio lavoro. Durante il ritorno alla propria abitazione, Natasha viene aggredita da agenti appostatisi lì nei pressi e appartenenti ai servizi segreti francesi, di cui però riesce agevolmente a liberarsi. In cerca di una nuova sistemazione, si ricorda di Coliandro e, scovato il suo indirizzo, si fa trovare a casa sua. Qui la ragazza racconta di esser perseguitata dal proprio fidanzato violento e geloso e chiede protezione all'ispettore che la ospita per la notte. La mattina dopo, però, Natasha va via di nascosto e si reca all'Ospedale Maggiore dove cerca invano di realizzare i suoi propositi nel reparto di Oncologia. Nello stesso Ospedale è ritornato anche Coliandro che cerca di rintracciare proprio lei, credendola infermiera. Natasha riesce a evitarlo e lo stordisce. Intanto i servizi segreti statunitensi, tramite un hacker, hanno scoperto il collegamento tra la ragazza e Coliandro e quindi l'indirizzo di quest'ultimo. Lo stesso hacker però fa il doppio gioco e avvisa di tutto ciò i servizi russi. Nel ritornare a casa, Coliandro si imbatte nuovamente in Natasha che si ferma ancora da lui per la notte e, questa volta, sembra essersi davvero innamorata dell'ispettore. La mattina seguente, tuttavia, proprio nel bagno di Coliandro, subisce l'aggressione di un agente dei servizi russi, sul quale, dopo una dura colluttazione, riesce ad avere la meglio. Coliandro, inconsapevole di tutto, si reca al lavoro, non prima di aver lasciato le chiavi di casa alla ragazza. Questa, dopo l'aggressione subita, decide di abortire la propria missione e di fuggire, anche perché nota appostamenti sospetti sotto la casa dell'ispettore: si tratta infatti dei servizi segreti americani, a cui si è unito anche un agente dei servizi italiani. Natasha fugge via sui tetti e cambia per l'ennesima volta travestimento. In questura intanto Coliandro mostra a Gargiulo - che nel frattempo è andato a vivere da solo, sebbene quotidianamente la mamma trovi scuse per intrufolarsi in casa sua - le foto scattate a Natasha, vantandosi della sua conquista amorosa. Nel ritornare a casa per pranzo, nota le persone appostate sotto casa sua e scambia l'agente americano per il fidanzato geloso di Natasha. Quando però si accorge del fatto che nell'auto ci sono armi, estrae la sua pistola e la punta contro l'agente americano e quello italiano. Ciò scatena la reazione degli altri agenti appostati in un vicino furgone. Ne nasce una violenta sparatoria da cui l'ispettore riesce a sottrarsi grazie all'arrivo, in auto, di Natasha, che stava ritornando alla casa dell'ispettore dopo essersi accorta che questi gli aveva lasciato le chiavi. Coliandro e Natasha fuggono via in auto inseguiti da tre agenti americani. Intanto in questura Gargiulo riconosce, nelle foto segnaletiche di Natasha, la ragazza delle foto dell'amico ispettore; inoltre giunge la notizia della sparatoria sotto la casa del collega. Natasha e Coliandro terminano la loro fuga in una cava di ghiaia, dove riescono a eliminare, proteggendosi a vicenda, i tre inseguitori. Coliandro scopre finalmente la vera identità della ragazza, che, pur potendo uccidere l'ispettore, getta via la propria arma per farsi arrestare, avendo da tempo deciso di abbandonare la vecchia vita di killer. Inoltre svela a Coliandro il vero motivo del suo arrivo a Bologna: vuole vedere per l'ultima volta sua sorella, malata di cancro e ricoverata appunto all'Ospedale Maggiore. Coliandro decide di aiutarla prima di procedere all'arresto e, all'arrivo dei colleghi Bertaccini e Gamberini, mente, affermando che la killer sia fuggita. Il giorno successivo l'ispettore, con uno stratagemma, riesce a distogliere la vigilanza dei carabinieri nel reparto di oncologia e vi fa accedere Natasha che può così portare a termine la sua missione. Quindi l'ispettore la arresta e la consegna ai colleghi, non prima di essersi sorbito le solite ingiuste accuse della Longhi. In quel momento sopraggiungono i servizi segreti italiani che prendono in consegna la ragazza, verso i quali a nulla servono le rimostranze della Longhi. Sentendosi raggirato, Coliandro corre verso Natasha per darle un ultimo bacio, consegnandole in realtà in bocca le chiavi delle manette. Con esse la ragazza, in un momento di distrazione degli agenti, riesce a fuggire e a tornare libera.
- Protagonista femminile: Weronika Książkiewicz (Natasha).
- Altri interpreti: Giovanni Calcagno
- Guest star: Giancarlo Magalli (commendatore)
- Ascolti Italia:[4] telespettatori 3 253 000 – share 12,64%

## Testimone da proteggere
- Diretto da: Manetti Bros.
- Scritto da: Carlo Lucarelli e Giampiero Rigosi

### Trama

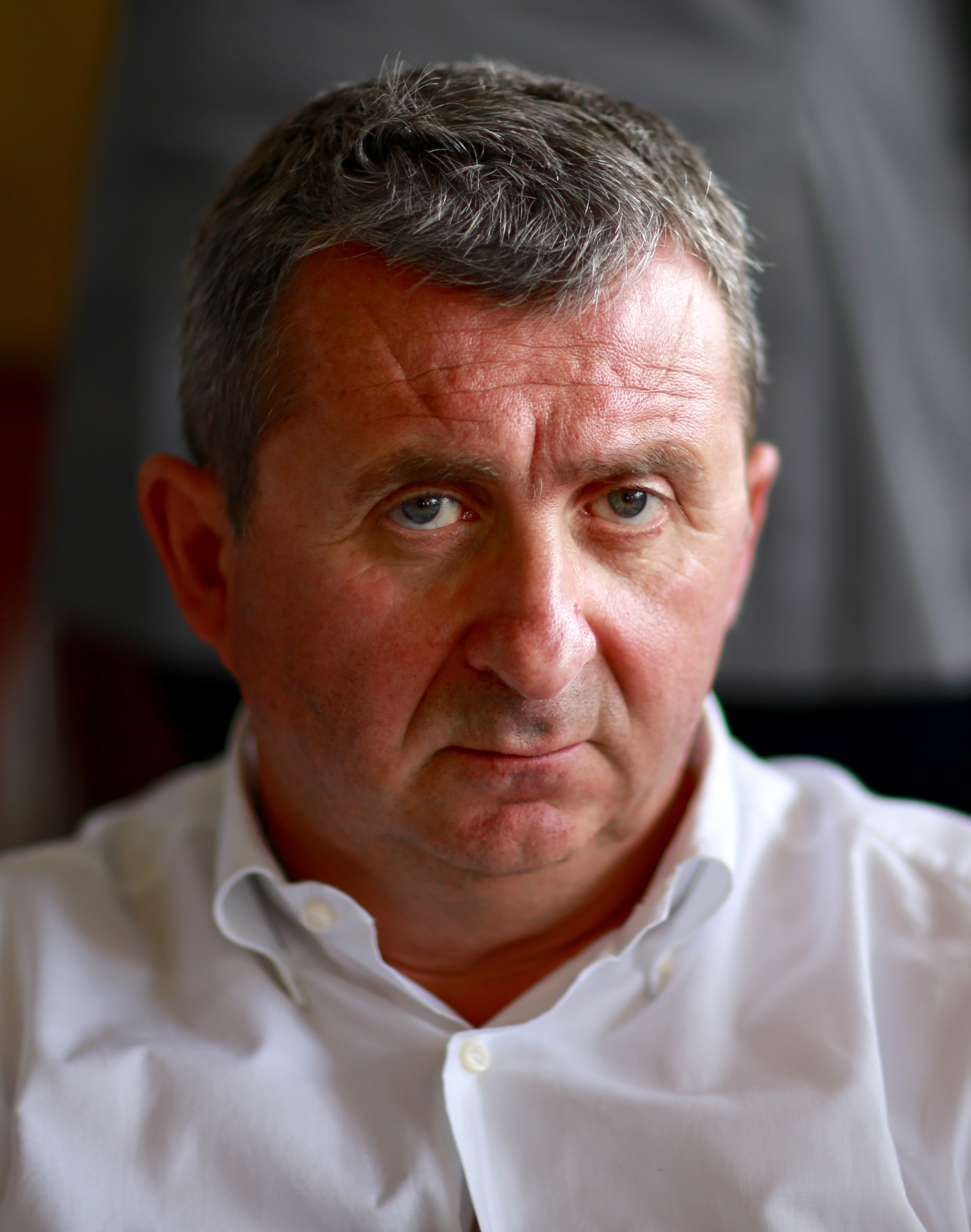
Vito (Giacomino)

Durante un diverbio per una questione di soldi, un uomo viene ucciso e il suo cadavere abbandonato per simularne un suicidio. Assiste alla scena Giacomino, un uomo a tratti infantile ma con grandi capacità matematiche, enigmistiche e di calcolo delle probabilità. Giacomino riceve delle minacce e De Zan, inconsapevole dell'origine di esse, decide di affidarlo alla protezione di Coliandro, per motivi di cortesia con don Roberto, suo vecchio parroco, nella cui canonica vivono ora Giacomino e sua sorella Ilaria. La scientifica, intanto, rivela che l'uomo trovato morto è stato in realtà ucciso: indagando, la Buffarini scopre che la vittima era affetta da ludopatia e che, nel bar dov'era solito giocare, le slot machine erano state imposte dalla malavita. Le intercettazioni telefoniche condotte non si dimostrano proficue, sicché in questura iniziano a nascere sospetti circa l'esistenza di una talpa, che si rivela essere Marchetti, poliziotto al soldo di un boss della 'ndrangheta. Intanto Coliandro, grazie all'aiuto di Gargiulo, scopre che Giacomino ha l'abilità di memorizzare i numeri di targa delle auto e di tradurli in un un'unica sequenza numerica. Decifrando tale crittografia, i due risalgono alle auto dei malavitosi che negli ultimi giorni li stavano pedinando. Scoperti da De Zan e dalla Longhi, quest'ultima decide di sfruttare la cosa, simulando una svolta nelle indagini per costringere malavitosi e talpa a uscire allo scoperto, ma tenendo all'oscuro di ciò Coliandro il quale, assieme a Giacomino e Ilaria, fa inconsapevolmente da esca. Marchetti e i criminali, come previsto dalla Longhi, decidono di agire anche perché venuti a conoscenza del fatto che Giacomino, con la sua abilità di calcolo, ha scoperto come la malavita abbia truccato le macchinette onde azzerare le probabilità di vincita. Non essendo a conoscenza del piano della questura e quindi insospettito dagli strani appostamenti sotto casa che crede essere opera dei malavitosi, l'ispettore decide di rifugiarsi con Giacomino e Ilaria nella canonica di don Roberto, da cui riesce ad avvisare Gamberini. Ma i malviventi, che li hanno seguiti fin qui, fanno irruzione avendo inizialmente la meglio. Tuttavia, un'improvvisa e breve oscurazione della luna fa urlare di paura Giacomino, spaventato dal buio: nel trambusto repentinamente la situazione si capovolge, con Coliandro e Giacomino che riescono a disarmare i delinquenti, alla fine tratti in arresto. Ormai chiarita la situazione, la Longhi fa suo il merito ma De Zan, per una volta, dissente e dà ragione all'ispettore causa i pericoli da lui corsi a sua insaputa.
- Protagonista femminile: Serena Rossi (Ilaria)
- Altri interpreti: Vito (Giacomino), Pippo Santonastaso (Don Roberto), Rocco Barbaro (Zio Mariano), Max Mazzotta (Luigino), Marco Aiello (Bruno Calcabrizio), Mauro Lamanna (Mario Calcabrizio), Filippo Pagotto (Ispettore Marchetti), Massimo Galante (Matteo)
- Ascolti Italia:[5] 2 863 000 telespettatori – share 10,86%

## Salsa & merengue
- Diretto da: Manetti Bros.
- Scritto da: Sofia Assirelli e Giampiero Rigosi

### Trama

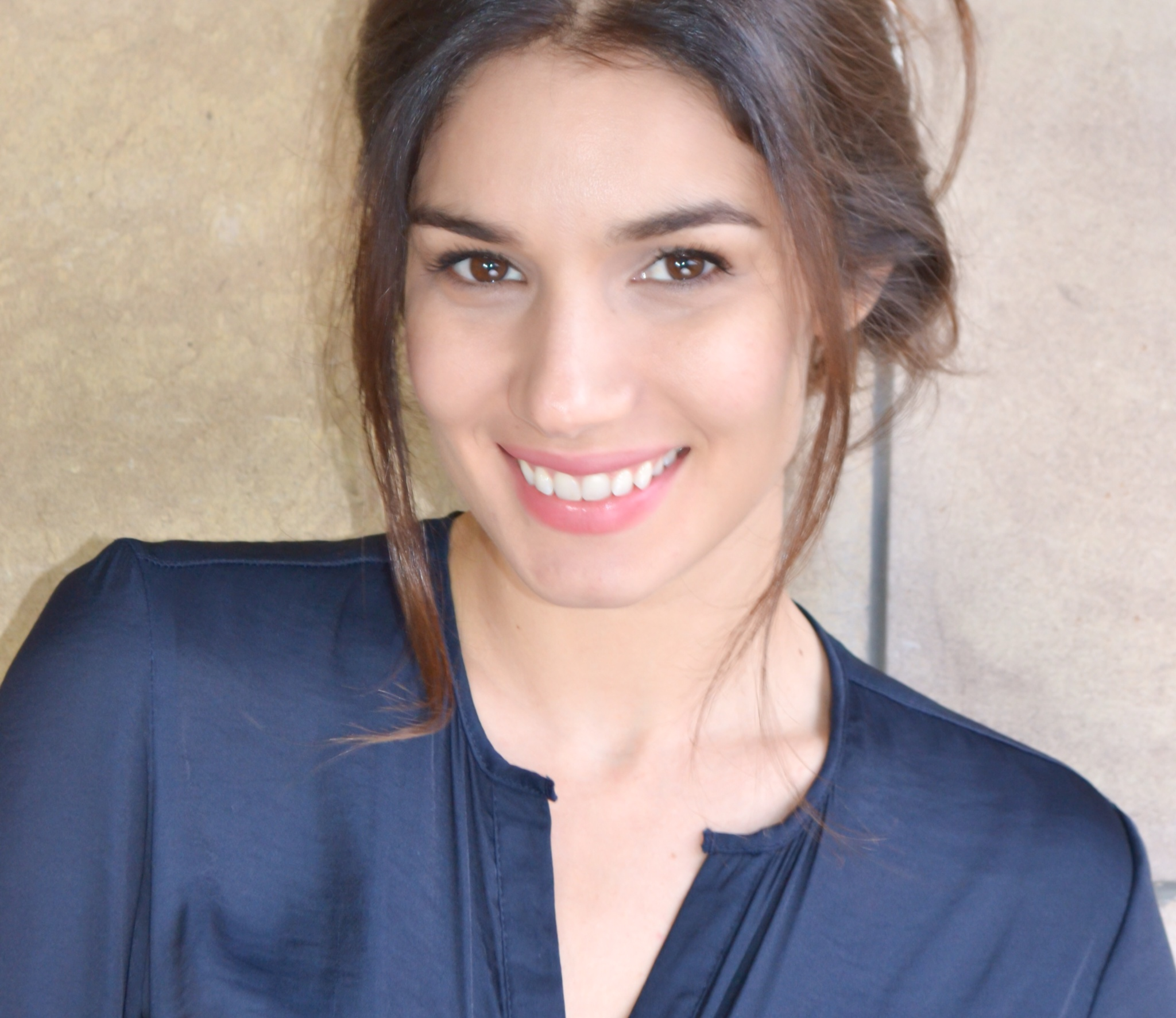
Mariela Garriga (Remedios)

Un cronista di scarsa fama, tale Salimbeni, si intrufola con una videocamera nel giardino di una villa in cui si tiene un incontro per concordare un ingente traffico di cocaina proveniente dalla Colombia. Egli riesce a riprendere parte della trattativa, senza però riuscire a registrare l'audio. All'incontro partecipano il proprietario della villa, di origini colombiane (el Pelao), un commercialista italiano incaricato di reperire i fondi per l'acquisto della droga e il fornitore della stessa, un uomo di età avanzata (el General). Lo sfortunato giornalista viene però sorpreso e ucciso, mentre la videocamera viene trattenuta dal Pelao. Coliandro intanto è assegnato per punizione al servizio di scorta dei controllori dei biglietti sui bus urbani. In questo contesto nota una bellissima ragazza sorda (Remedios), accompagnata da una sua amica (Ursula). Riuscendo a combinare guai anche in questo incarico, l'ispettore viene duramente rimproverato da De Zan. Gamberini, allora, sempre pronto a prendersi gioco della ingenuità di Coliandro, gli suggerisce per scherzo di riscattarsi andando a fare un sopralluogo in un locale dove avvengono affari sporchi: in realtà si tratta di un locale da ballo, frequentato dalla eccentrica collega Paffoni, annesso proprio alla villa in cui sono avvenuti l'incontro per l'acquisto della cocaina e l'omicidio del cronista. Nel locale l'ispettore incontra Remedios che fa la barista: la ragazza, riuscendo a leggere il labiale, non apprezza le avances dell'ispettore e si prende gioco di lui somministrandogli un potentissimo superalcolico che lo fa subito ubriacare. Intanto la ragazza scende in pista a ballare, dove viene ripresa dal Pelao con la telecamera sottratta al cronista. La ragazza non apprezza alcune riprese da angolazioni osé e, a fine serata, sottrae la memory card dalla telecamera, non prima di essersi accorta dell'altro filmato presente. Uscendo dal locale, trova Coliandro incapace di guidare a causa dell'alcool e lo porta a dormire a casa sua. La mattina successiva fa irruzione nell'appartamento il guardiaspalle del Pelao, alla ricerca della memory card. Coliandro interviene e con l'aiuto di Remedios - che scappa via subito dopo - riesce ad avere la meglio sull'uomo. L'appartamento è però di proprietà del Pelao che si lamenta dell'aggressione di Coliandro con De Zan, il quale stavolta impone all'ispettore un mese di ferie forzate. Tornando a casa Coliandro si ricongiunge con Remedios che gli mostra il contenuto del filmato riguardante il traffico di droga. L'ispettore si reca dalla Longhi, ma, nel tentativo di visualizzare il video, lo cancella: la Longhi quindi lo manda via e getta la scheda. Remedios intanto viene rapita mentre è in videochiamata con Ursula, la quale ha capito che la ragazza è da Coliandro ed è riuscita a comprendere il contenuto del video compromettente leggendo il labiale, mancando infatti l'audio. Al rientro di Coliandro in casa, sopraggiunge Ursula, che gli rivela il rapimento e lo conduce al locale da ballo dove, sopraffatto il guardiaspalle del Pelao, i due trovano e portano in salvo Remedios. Ursula però si rivela complice del commercialista e obbliga i due a recarsi in un casolare abbandonato, dove peraltro avverrà lo scambio con la droga giunta dalla Colombia. Qui l'attende il commercialista preoccupato del contenuto del video in quanto ritiene che da esso si possa evincere che el Pelao ed el General avessero complottato contro di lui. Nello stesso luogo si recano anche el Pelao, che a sua volta vuole tradire el General, e quest'ultimo, alla ricerca di Remedios, che si scopre essere sua figlia. Legati e imbavagliati, Coliandro e Remedios assistono allo scontro a fuoco che si genera all'esterno. Quando riescono però a liberarsi, intervengono e da ultimo assistono all'omicidio del Pelao da parte del General, il quale viene ferito a una gamba da Remedios e quindi disarmato. Sopraggiungono quindi Gamberini e la Bertaccini che, con l'aiuto della collega Buffarini, avevano intuito che il cronista stesse indagando sul traffico di droga e, con ciò, potesse aver compiuto riprese compromettenti: il tutto, messo insieme dalla Longhi, reduce dal precedente colloquio con Coliandro circa la memory card e il traffico di droga, conduce a correre in aiuto dell'ispettore.
- Protagonista femminile: Mariela Garriga (Remedios)
- Altri interpreti: Bob Messini (Salimbeni), Simone Leonardi (Ursula), Osmin Lima Espinosa (el Pelao), Lorenzo Pedrotti (Franco Rangoni), King Danza (Pippo Spranga), Raoul Manso (el General).
- Guest star: Pino Quartullo (Zampieri), Giorgio Comaschi (Zoboli)
- Ascolti Italia:[6] 2 937 000 telespettatori – share 11,64%

## Doppia identità
- Diretto da: Manetti Bros.
- Scritto da: Carlo Lucarelli e Giampiero Rigosi

### Trama

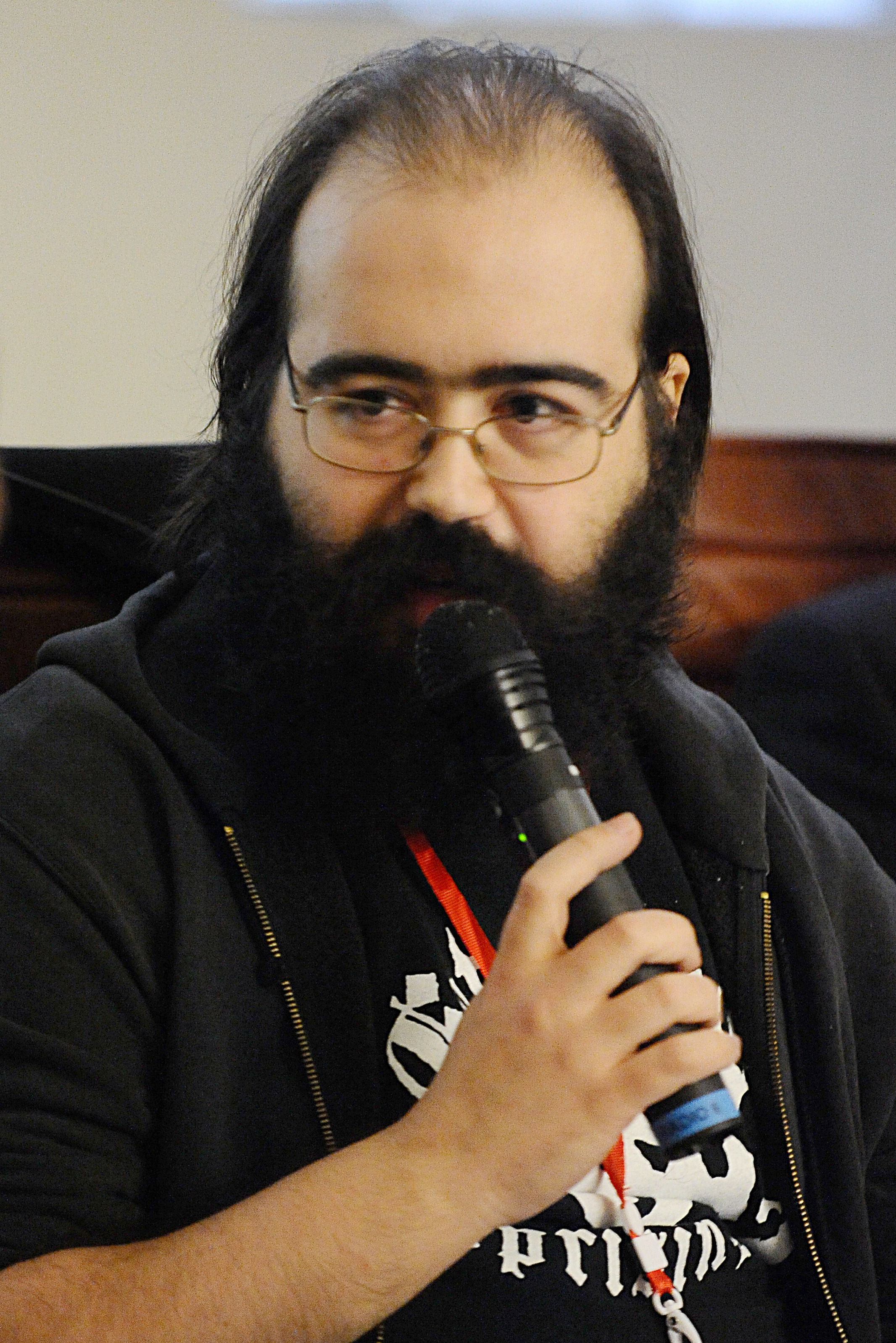
Il fumettista Tuono Pettinato, guest star dell'episodio.

Coliandro si ritrova svenuto e derubato da due teppistelli nel parcheggio di un centro commerciale: appena rinvenuto, riesce ad avere la meglio sui due, mostrando abilità di combattimento mai avute. Tuttavia non ricorda più il suo nome, la sua identità né il motivo per cui si trovi in quel posto. Trova nella sua tasca la chiave di un'auto, un foglietto con un numero e un contenitore cilindrico sigillato. Tramite il telecomando della chiave, riesce a individuare l'auto in questione e, trovando in essa i documenti di circolazione, a risalire all'indirizzo della proprietaria: si chiama Maria Donati ed è una giovane e timida ragazza appassionata di informatica. Recatosi a casa di quest'ultima, Coliandro medica da sé le ferite in modo spartano, mostrando ancora una volta un carattere che non gli appartiene. La ragazza intanto si innamora di lui, evita di denunciare l'accaduto alla polizia e nel frattempo scopre che il numero sul foglietto è un conto corrente segreto presso le isole Cayman, riuscendo a risalire all'indirizzo dei titolari: sono tre giovani scienziati che hanno elaborato un virus potentissimo e letale per l'uomo. Scoperti dal responsabile della loro équipe, lo uccidono ed entrano in trattativa con un gruppo di agenti corrotti di uno stato africano da poco passato alla democrazia, il cui ex dittatore progetta di tornare al potere usando quel virus come arma chimica. In questura, intanto, Bertaccini e Buffarini vengono assegnate al caso dello scienziato ucciso dai tre giovani colleghi e Gamberini al caso dei disordini avvenuti nel centro commerciale in cui Coliandro si è risvegliato. A casa dei tre scienziati, Coliandro si accorda con loro per la restituzione del contenitore sigillato contenente il virus in cambio di denaro: l'operazione avverrà in una fabbrica abbandonata in un orario anticipato rispetto a quello concordato con i servizi segreti deviati africani, in modo da poter fuggire col virus senza quindi consegnarlo agli agenti. Questi a loro volta tengono sotto controllo la casa degli scienziati e aggrediscono, senza successo, l'ispettore, il quale, attraverso il numero di targa degli assalitori e con l'aiuto di Maria, risale al consolato dello stato africano in questione. Le indagini sullo scienziato morto, di cui si sospetta l'assassinio ad opera dei colleghi, non si rivelano proficue. In compenso, esaminando i video delle telecamere di sicurezza del centro commerciale, i colleghi riconoscono il volto di Coliandro nonché di uno degli scienziati, durante i disordini avvenuti a seguito dell'accensione di un fumogeno. Cominciano così a comporsi i tasselli della vicenda, tanto in Coliandro, che pian piano riacquista ricordi degli eventi passati, quanto in questura. È però Gargiulo a dare il contributo mancante: Coliandro, infatti, si era recato al posto suo al centro commerciale, essendo lui ammalato, per ritirare un oggetto da collezione comprato on-line, approfittando anche del fatto che il centro commerciale si trova sulla stessa strada per raggiungere l'abitazione di Maria e consegnarle l'auto, rubata e ritrovata dalla polizia. Tuttavia, arrivato in leggero ritardo, Coliandro perde a sua insaputa l'appuntamento col venditore e lo scambia con uno dei tre scienziati a sua volta nello stesso posto per la cessione del virus. Questi, accortosi della stranezza di quello scambio, fugge via creando un diversivo con l'accensione di un fumogeno artigianale. Nel trambusto, Coliandro è caduto giù dalla balaustra, atterrando su un tapis roulant che lo ha trasportato nel parcheggio. È stato il colpo ricevuto alla testa a determinare la perdita di memoria e il cambio di personalità dell'ispettore. Gamberini e Bertaccini si recano allora a casa di Maria ma Coliandro riesce a fuggire con la ragazza, non prima di aver messo fuori gioco Gamberini, che non è riuscito a riconoscere. Intanto gli agenti deviati dello stato africano si recano a casa dei tre scienziati poiché hanno capito che questi vogliono disattendere gli accordi, fuggendo con il virus nonché con i soldi già prelevati dal conto alle Cayman. Qui scoprono che il virus è nelle mani di Coliandro e, di conseguenza, uccidono i due scienziati ma non il terzo, riuscito a nascondersi in casa poco prima del loro arrivo. Lasciato uno di loro ad attendere il presunto rientro in casa del terzo scienziato, si recano nella fabbrica abbandonata. Intanto Bertaccini e Gamberini si recano nella casa: qui uccidono in uno scontro a fuoco l'agente africano e trovano l'ultimo scienziato rimasto vivo, che finalmente li mette al corrente di quanto aveva progettato con i colleghi e degli ultimi avvenimenti. Alla fabbrica Coliandro, con l'aiuto di Maria e di un suo amico, è riuscito a installare in anticipo una rete di videocamere: guidato dalla ragazza, che visiona le immagini, riesce a sopraffare gli agenti deviati africani, tranne il capo di questi, il quale si fa consegnare il virus e ordina a un altro dei suoi sgherri di riporlo in una valigia che precedentemente aveva prelevato dalla casa dei tre scienziati. Questa valigia avrebbe dovuto contenere i soldi necessari allo scambio del virus tra gli scienziati e Coliandro; tuttavia i tre, per frodare quest'ultimo, avevano predisposto la fuoriuscita di un sonnifero al momento dell'apertura della valigia stessa. Proprio questo accade nella fabbrica e ciò crea il diversivo che permette a Coliandro, nonché ai sopraggiunti Buffarini, Bertaccini e Gamberini di avere la meglio sugli agenti africani. Coliandro riesce a fuggire con Maria, ma nei corridoi incontra Gargiulo. Mentre sta per sparagli, Coliandro riacquista la memoria e la sua vecchia personalità riconoscendo il volto e la voce dell'amico. Maria scopre quindi con delusione che Coliandro non è un uomo intrepido, coraggioso e selvaggio "supereroe", ma anzi un ispettore della polizia che ha paura persino delle cure mediche. Decide però di rivederlo in questa nuova identità, anche se tra i due non sembra più esserci lo stesso trasporto passionale.
- Protagonista femminile: Ilaria Giachi (Maria Donati).
- Altri interpreti: Daniele Esposito (Fabrizio Cherubini), Laura Dondoli (Cristina Merlo), Lorenzo Pullega (Simone Merlo), Sidy Diop (Thomas), Manuela Morabito (prof.ssa Taroni), Amodou Thiaw, Badiane Modou Bousso, Seck Ngagne.
- Guest star: Tuono Pettinato (amico di Maria)
- Ascolti Italia:[7] 2 846 000 telespettatori – share 10,68%

## Tassista notturno
- Diretto da: Manetti Bros.
- Scritto da: Michelangelo La Neve

### Trama

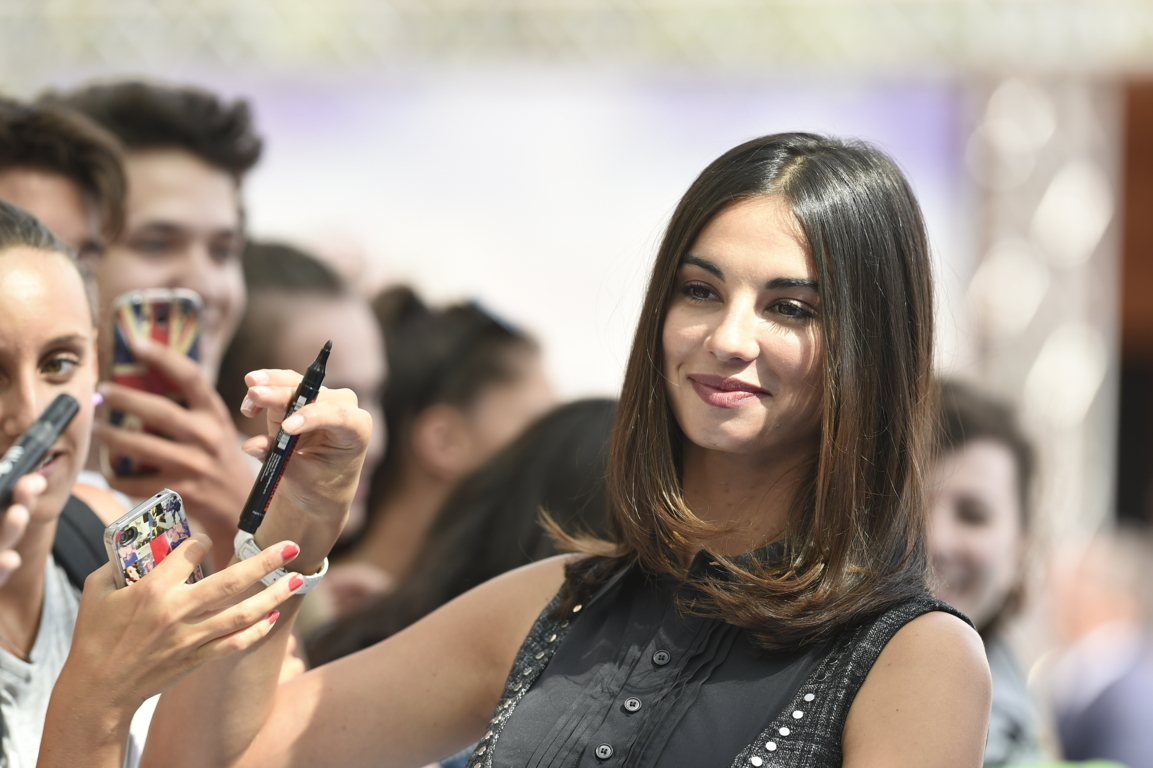
Francesca Chillemi (Lucia)

De Zan affida a Coliandro il compito di svolgere il lavoro di tassista al posto dell'effettivo titolare di un taxi, il quale lamenta di essere perseguitato da atti vandalici. Durante un turno di notte, sul taxi sale Lucia, un'avvenente donna che appare molto confusa e spaventata: sta infatti fuggendo da un gruppo di criminali legati alla camorra. Questi hanno inviato uno di loro nel palazzo dove risiede la donna, nel tentativo di intrufolarsi a casa di lei, ma Lucia è riuscita ad uccidere il malvivente e ad impadronirsi della sua pistola. Ora che è in fuga, viene seguita dai restanti tre criminali. Sempre costoro, in precedenza, hanno dato la caccia e poi ucciso Aldo, il fidanzato di Lucia, il quale però è riuscito a nascondere fortunosamente una videocassetta, che teneva con sé all'interno della tasca del vestito di un cadavere posto in una bara. Il ragazzo, prima di morire, ha cercato di avvertire Lucia inviandole un sms quasi indecifrabile, essendo stato scritto in fretta durante la fuga. Lucia, sul taxi, fornisce a Coliandro una destinazione fittizia pur di allontanarsi dalla sua casa e intanto cerca disperatamente di contattare Aldo. Il cadavere di quest'ultimo è stato intanto già segnalato alla polizia e Gamberini riesce a rispondere alla telefonata di Lucia sul cellulare di Aldo. Arrivata a destinazione, Lucia scende dal taxi, per poi richiamarlo e risalirci su subito dopo, essendosi accorta dell'auto con i tre malviventi che la segue a distanza. Fornisce quindi un altro indirizzo fittizio a Coliandro a cui racconta nel frattempo una lunga serie di bugie su quello che le sta accadendo. L'ispettore la conduce all'indirizzo indicato, in piena periferia. Qui Lucia viene aggredita da uno dei malviventi ma riesce a fuggire, ritornando nuovamente sul taxi di Coliandro, a cui chiede di cercare di seminare l'auto che li segue. Coliandro si mette all'opera e crede di aver depistato gli inseguitori: è solo un'illusione in quanto i tre rimangono al loro seguito. In questura intanto, grazie al talento della Buffarini, riescono a decifrare lo sgrammaticato sms che Aldo aveva spedito a Lucia, senza però riuscire a capire dove si possa trovare la videocassetta. De Zan, quindi, invia Gamberini e Bertaccini all'appartamento di Lucia, in cui i due trovano il cadavere del primo assalitore. Decidono allora di convocare il titolare di un'agenzia investigativa privata dove lavoravano tanto Aldo quanto Lucia. Questi scopre che la videocassetta è stata trafugata da Aldo dalla sua cassaforte e avvisa l'assessore per conto del quale egli custodiva quel compromettente oggetto. I due si recano in questura e svelano alla Longhi e a De Zan quanto accaduto e il contenuto della videocassetta, il quale riguarda festini osé a base di cocaina. La videocassetta fa quindi gola a un boss della malavita casalese che vuole impossessarsene per deviare a suo vantaggio le future assegnazioni degli appalti e che a tal fine ha messo i suoi scagnozzi sulle orme di Aldo e Lucia. Quest'ultima, nel frattempo, attraverso un necrologio pubblicato su un quotidiano, riesce a comprendere appieno l'sms di Aldo e costringe Coliandro, sotto la minaccia della pistola trafugata al suo primo assalitore, a condurla nel cimitero dove è stato tumulato il cadavere che porta con sé la videocassetta: qui l'ispettore dovrà riportare alla luce la bara, aprirla e cercare la videocassetta nascosta nella tasca. Al cimitero si recano anche i tre malviventi che tengono sotto controllo i movimenti del taxi di Coliandro, nonché il loro capo. Al momento del ritrovamento della cassetta, Coliandro riesce a impadronirsi della pistola di Lucia e prende il controllo della situazione. Tuttavia, all'esterno del sepolcro, i due vengono accolti dai malavitosi: ne nasce uno scontro a fuoco in cui Coliandro sembra riuscire, fortunosamente, ad avere la meglio, prima di terminare i colpi della pistola. Provvidenziale è l'arrivo della polizia, la quale, dopo aver fatto ricerche sul nome del defunto contenuto nell'sms, si reca al cimitero. Coliandro quindi saluta Lucia, ormai tratta in arresto, promettendole di accordarsi in futuro sulla versione dei fatti per alleggerire la sua posizione. Torna quindi, nei giorni successivi, a svolgere il suo compito di "finto" tassista e riesce finalmente ad arrestare gli autori degli atti vandalici, dopo averne subito uno in prima persona con una secchiata di letame: sono due ragazzi che fanno parte di un'associazione animalista che ha preso di mira il proprietario del taxi in quanto cacciatore che espone sul veicolo l'adesivo della sua associazione venatoria. Per una volta l'ispettore ha risolto il caso assegnatogli, ma in questura lo aspettano le solite beffe dei colleghi, dopo l'aggressione subita a base di letame.
- Protagonista femminile: Francesca Chillemi (Lucia Gallo).
- Altri interpreti: Marco Mario de Notaris (Sannino), Ciro Petrone (Ciro Casale), Ciccio Merolla (Luigino Santacroce), Matteo Alì (Aldo Bianco), Andrea Lupo (Assessore Rinaldi), Antonio Fiorillo (Giacomo Fiorillo "Monsignore"), Delio Fusco (terzo in auto con Sannino e Ciro), Jerry Mastrodomenico (Giandomenico Beretta).
- Ascolti Italia:[8] 2 769 000 telespettatori – share 10,61%

## Copkiller
- Diretto da: Manetti Bros.
- Scritto da: Paolo Baravelli e Fabio Donatini

### Trama

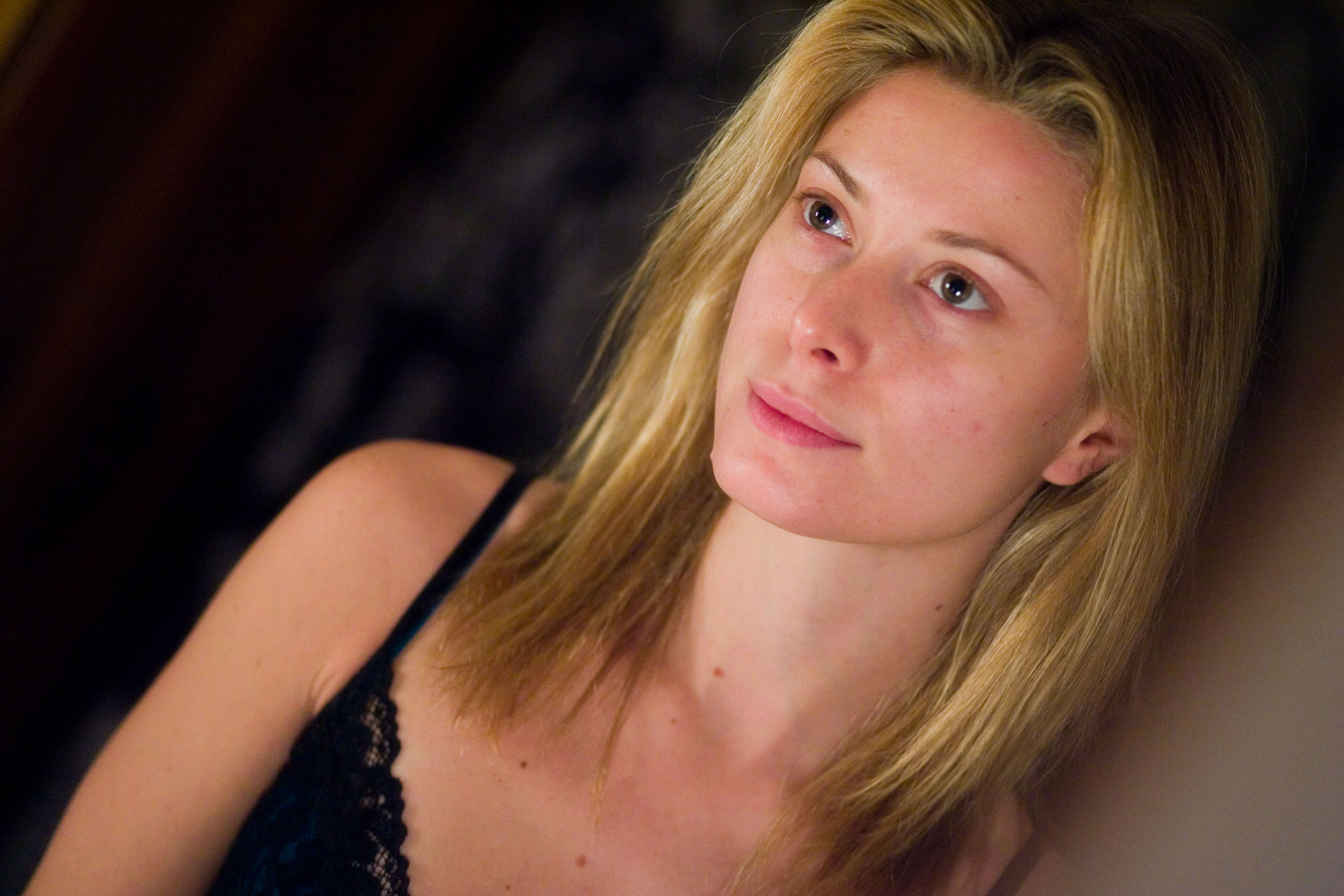
Euridice Axen (Giulia / Anna)

Nella Questura di Bologna arriva un'avvenente psicologa, Giulia Monteverdi, che sta svolgendo una ricerca sui poliziotti coinvolti in episodi di crimine violento. Tutti i colleghi di Coliandro vengono inseriti nella lista dei colloqui con la dottoressa, tranne l'ispettore, il quale, preso dalla curiosità perché attratto dalla bellezza della donna e contravvenendo agli ordini di De Zan, riesce con un escamotage a proporsi per un colloquio. Nel rispondere alle domande, Coliandro dà di sé l'immagine stereotipata dell'ispettore duro e inflessibile, senza paura e pronto all'uso delle armi da fuoco per combattere il crimine: nonostante traspaia una certa incredulità sulla veridicità delle risposte, Giulia sembra essere attratta dall'ispettore, tanto da invitarlo a cena, seppur con la promessa di non rivelare nulla di quest'incontro ai colleghi per una questione di deontologia professionale. Arrivato a casa della psicologa, Coliandro scrive un sms a Gamberini per vantarsi della sua conquista, senza però far intuire chi possa essere; tuttavia l'sms non viene inviato per mancanza di segnale telefonico. L'ispettore è subito sedotto dalla donna che gli offre un bicchiere di vino in cui ha disciolto del sonnifero: al risveglio scoprirà di essere stato rapito dalla psicologa e portato in una stanza insonorizzata, con le braccia legate sopra al capo con una catena pendente dal soffitto. Qui viene torturato da Giulia con scariche elettriche di taser, nonché umiliato con l'impossibilità di espletare in bagno i propri bisogni fisiologici; per di più Giulia libera nella stanza un cane lupo per tener sotto controllo l'ispettore nei momenti in cui ella non può farlo attraverso le telecamere a circuito chiuso. Nello stesso tempo la psicologa simula un incidente per eccesso di velocità con l'auto di Coliandro, a cui dà fuoco, non prima di aver posto all'interno il corpo di un uomo. In questura, pertanto, si convincono che l'ispettore sia morto, non senza i dubbi di Gargiulo, che ben conosce il suo amico, e della Buffarini, la quale non si dà pace per la morte del collega ed è insospettita dai rilievi della scientifica che non rileva sul corpo carbonizzato lesioni tali da provocare la morte. Durante l'assenza di Giulia, Coliandro viene avvicinato da una donna bionda, incerta e insicura, che pare mostrare empatia per lui: si tratta di Anna, che Coliandro crede essere sorella della psicologa. Questa gli porta cibo e acqua da bere, nonché un secchio con acqua per lavarsi. Coliandro riesce a farsi amico il cane lupo, sempre di guardia, cedendogli il suo pasto; quindi, utilizzando un filo di ferro legato al manico del secchio, riesce ad aprire i lucchetti ai polsi e a liberarsi. Cerca una via di fuga: ne trova una, che porta verso l'alto, ma essa è chiusa da una grata; quindi ne scova un'altra in un cunicolo, che però è una presa d'aria della stanza in cui era tenuto prigioniero: di conseguenza l'ispettore si ritrova al punto di partenza. Temendo che Giulia possa scoprire i suoi tentativi di fuga, Coliandro si reinserisce le manette, pur mantenendo aperti i lucchetti. Sopraggiunge Anna che addormenta l'ispettore con una siringa di sonnifero. Intanto il cellulare di Coliandro, tenuto da Anna sul suo comodino, cade fortuitamente nella borsa di Giulia. Quando questa esce dalla casa-prigione, l'sms che Coliandro voleva inviare a Gamberini, la sera dell'incontro galante, viene finalmente trasmesso e ricevuto da quest'ultimo. Gamberini chiama il numero dell'ispettore: il telefono squilla, ma Giulia non lo sente. Dalla ricerca del posizionamento del cellulare di Coliandro si scopre, inoltre, che si trova in prossimità della questura. Ad una seconda chiamata di Gamberini, Giulia avverte lo squillo e distrugge il cellulare; conseguentemente la scientifica non riesce più a rintracciarne la posizione. Grazie ad una intuizione di Gargiulo, che ricorda che l'amico si era vantato di aver fatto colpo sulla psicologa, i sospetti si concentrano su Giulia. Questa riesce a sviare le domande che le vengono poste; si accorge però, visionando le telecamere della prigione attraverso il computer, che Coliandro è riuscito a liberarsi e sta tentando la fuga: si precipita dunque nella casa in cui è rinchiuso l'ispettore. Quest'ultimo riesce ad aprire la grata che chiudeva la prima via di fuga e risale all'aperto: si ritrova in piena campagna, ma viene subito intercettato dalla psicologa e riportato nella casa-prigione, dove viene addormentato con un'altra iniezione di sonnifero. Al risveglio Coliandro si trova davanti Anna che le racconta dell'odio verso i poliziotti violenti in quanto lei e Giulia avevano un fratello che spacciava hashish, morto dopo essere stato arrestato dalla polizia. In questura proseguono le ricerche: la Paffoni scopre che il DNA dell'uomo carbonizzato nell'auto di Coliandro non è lo stesso dell'ispettore; la Buffarini scopre che in tutte le altre questure in cui la psicologa aveva svolto la propria ricerca nei mesi precedenti erano accaduti episodi analoghi di morte di poliziotti per incidente d'auto con conseguente incendio: il corpo rinvenuto nell'auto di Coliandro potrebbe essere di uno di questi poliziotti e Coliandro potrebbe essere la prossima vittima da utilizzare per simulare il prossimo incidente. De Zan invia Gamberini e Bertaccini, rientrata in anticipo dal viaggio di nozze, alla casa della psicologa: i due la trovano vuota ma rinvengono un jammer per schermare la casa dalla rete telefonica e un monitor che trasmette le immagini della cella di Coliandro. Riconosciuto vivo il collega, Gamberini e Bertaccini avvisano De Zan e, su suggerimento della Buffarini, trovano in casa un contratto per una connessione Internet da cui risalire al luogo in cui sono installate le telecamere a circuito chiuso della prigione di Coliandro. Quest'ultimo intanto ha capito che Giulia e Anna sono la stessa persona, affetta da schizofrenia e stravolta dall'odio verso la polizia per la morte del fratello. Essendo già riuscito ad aprire i lucchetti per una seconda volta, l'ispettore ha una colluttazione con la psicologa, su cui ha la meglio: tuttavia non la uccide, ma la trae in arresto e la porta all'esterno della casa. Qui intanto sono sopraggiunti Gamberini e Bertaccini che prendono il controllo della situazione, fermano la donna e salvano l'ispettore. Coliandro può quindi far rientro in questura, tra l'affetto di Gargiulo e la stima dei colleghi, di De Zan e della Longhi.
- Protagonista femminile: Euridice Axen (Giulia Monteverdi / Anna)
- Altri interpreti: Angela Cotti (mamma di Gargiulo), Muhammed Tahir Mahmood (Hamid, il commerciante pakistano)
- Ascolti Italia:[9] 2 807 000 telespettatori – share 10,68%